# レッド・スパロー
『レッド・スパロー』（Red Sparrow）は、2018年にアメリカ合衆国で製作されたスパイ映画。監督のフランシス・ローレンスと主演のジェニファー・ローレンスは『ハンガー・ゲーム FINAL: レボリューション』以来のタッグである。

## あらすじ
類稀な才能と美貌を備えたロシアのバレリーナ、ドミニカは、演技中のパフォーマンスパートナーとの事故により左足を骨折し、バレリーナとしての道を断念する。
手術を終えて退院した彼女のもとに叔父のワーニャが現れる。彼はドミニカに「長くて半年だぞ」と、国家支援の中で生活する彼女とその母の身を案じる言葉を投げかけ、3ヶ月前に起きた彼女の骨折事故の真実を知らせる。ドミニカは真実を確かめるために劇場へ足を運び、見てはいけない裏切りを目撃する。怒りに我を忘れたドミニカは二人の裏切り者を叩きのめすが、政府に勤める叔父の力添えにより罪を免れる。ドミニカにバレリーナとは別の才能を見出した叔父は、彼女を暗殺事件に巻き込んで逃れられない状況に追い詰めた上で、彼女に“スパロー”（スパイ）としての道を教える。国に仕えるか殺されるかの二択を迫られたドミニカは、母を想いスパローへの道を選ぶ。
ドミニカが選んだスパローとしての道のりは険しく、国家に仕える娼婦となるための訓練内容は、彼女の羞恥心やプライドを脅かす。それでもドミニカは、母に言われた「相手に全てを売ってはならない」というアドバイスを忘れず、上官の命令に対し反抗的な態度を見せながらも、他の訓練生とは異なる形で才能を見せつけていく。やがて上層部における叔父の存在もあって、彼女は政府に認められスパローとしてデビューする。
カテリーナという新しいIDを与えられ、スパイ活動を開始した彼女は、アメリカ人のCIA諜報員であるネイト・ナッシュを標的とする。ナッシュはカテリーナ（ドミニカ）がロシア側のスパイであることを突き止めるが、彼女は逆に自分がナッシュのために二重スパイとして働くことを提案する。

## キャスト
※括弧内は日本語吹替
- ドミニカ・エゴロワ - ジェニファー・ローレンス（牛田裕子）

バレリーナからスパイとなった女性。
- ネイト・ナッシュ - ジョエル・エドガートン（小松史法）

CIA諜報員。
- ワーニャ・エゴロフ - マティアス・スーナールツ（てらそままさき）

ドミニカの叔父。
- 監督官 - シャーロット・ランプリング（谷育子）
- ステファニー・ブーシェ - メアリー＝ルイーズ・パーカー（岡田恵）

上院議員。
- ザハロフ - キアラン・ハインズ（玄田哲章）

情報庁長官。
- ニーナ・エゴロワ - ジョエリー・リチャードソン（佐藤しのぶ）

ドミニカの母。
- マーティ・ゲーブル - ビル・キャンプ（北川勝博）

CIA幹部。
- コルチノイ - ジェレミー・アイアンズ（有本欽隆）

将軍。
- マルタ - テクラ・ルーテン（英語版）（木下紗華）

拷問をかけられて殺害される。
- マキシム・ヴォロントフ - ダグラス・ホッジ（英語版）（遠藤純一）

ドミニカの上司。
- トリッシュ・フォーサイス - サキナ・ジャフリー（加藤有生子）

CIAの幹部。
- コンスタンティン - セルゲイ・ポルーニン

ドミニカのバレエ人生を台無しにした女性。
- アニヤ - サーシャ・フロロヴァ
- セルゲイ・マトーリン - セバスチャン・ハルク
- ディミトリ・ウスティノフ - クリストフ・コンラッド
- サイモン・ベンフォード - ヒュー・クオーシー
- シミョーノフ - セルゲイ・オノプコ

## 製作
この映画の制作は2017年1月5日にブダペストとドゥナウーイヴァーロシュで始まった。撮影は2017年4月25日、ブラチスラヴァ、スロバキアで開始した。一部のシーンは、2017年4月29日にオーストリアのウィーンで撮影。

## 評価
レビュー・アグリゲーターのRotten Tomatoesでは303件のレビューで支持率は45%、平均点は5.50/10となった。Metacriticでは51件のレビューを基に加重平均値が53/100となった。

## 修正
イギリスの劇場公開版では、レーティングを18から15にするため、一部シーンの流血表現を修正・カットしたバージョンが使われている。また、日本のソフトも修正版を使用している。